# Mann Emilián János
Mann Emilián János (Pozsony, 1797. április 18. – Lambach, 1876. augusztus 3.) bölcseleti doktor, szent Benedek-rendi áldozópap és tanár.

## Élete
1813. október 29-én lépett a rendbe; Pannonhalmán végezte teológiai tanulmányait és 1823. szeptember 19-én fölszenteltetett< miután már 1818–19-ben Győrött, 1819–1821-ben Sopronban gimnáziumi tanár volt. 1823-tól 1830-ig a rend győri líceumában tanított, 1830. november 2-tól 1850-ig a pozsonyi akadémiában a történelem tanára, 1850-től 1859-ig a rendi növendékek mestere volt Pannonhalmán. 1859. július 13-án a szigorított Benedek-rend lambachi (Alsó-Ausztria) kolostorába vonult vissza és Aemilian nevet véve fel, az ismételt próbaévet kitöltötte; később pedig perjeli rangot viselt.
Cikkei a Kath. Christben (1849-50. Die christliche Mutter, Mutterpflicht und Muttersegen, Hingebung in Gottes Willen); írt vegyes tartalmú cikkeket a Sionba.

## Munkái
- Világtörténet. A hajdankor. Pozsony, 1841 (névtelenül)
- Bechrachtungen am Fusse des Kreuzes. Von einem Benedictiner Ordens-Priester. Pest, 1850
- Compendium asceseos benedictinae. Posonii, 1852

Kéziratban van egy latin története Pannonhalmán.